# Мухаммад Юсуф (художник)

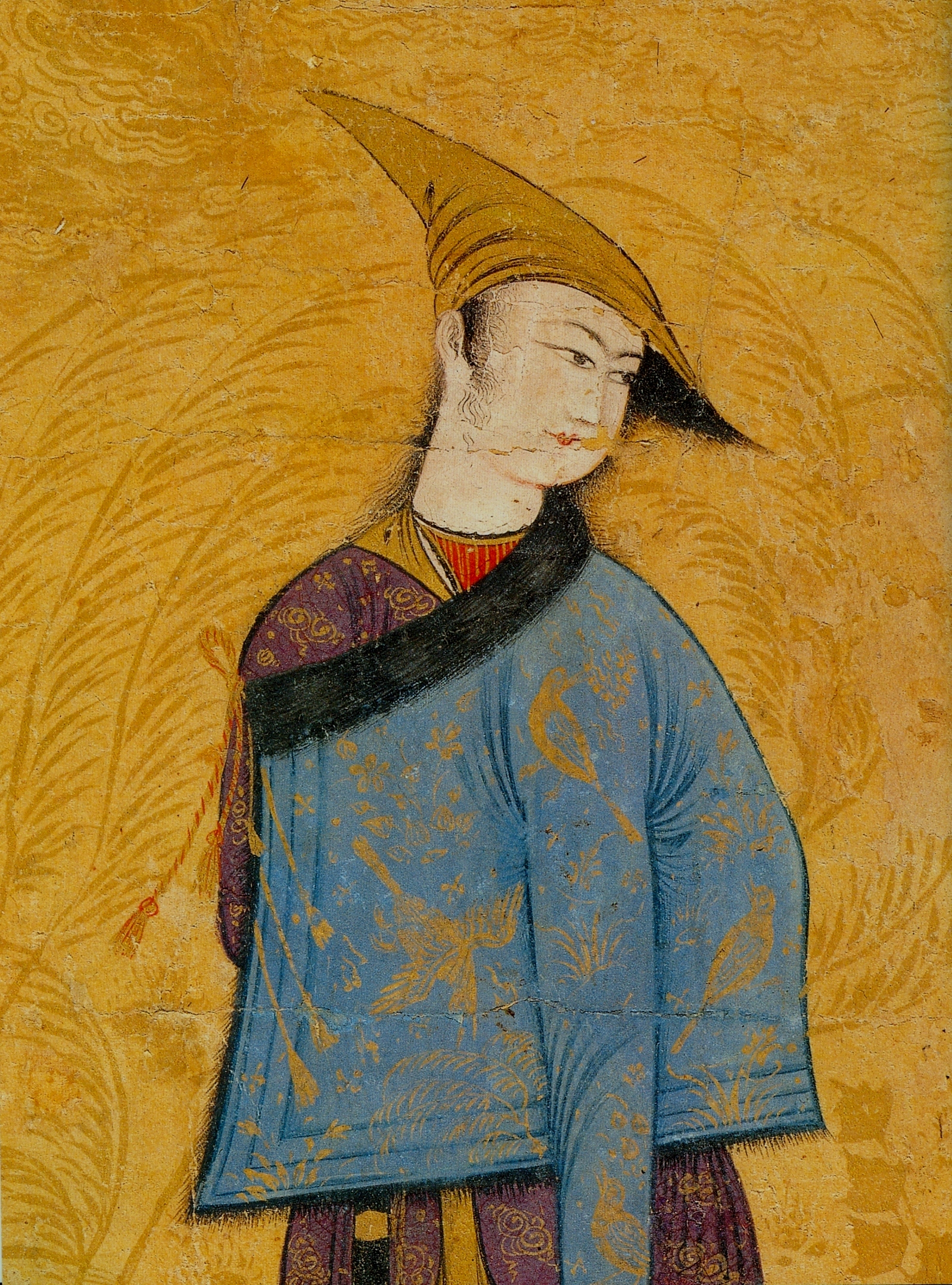
Мухаммад Юсуф. Юноша в наброшенном через плечо полукафтане. Деталь. 1640-е. Эрмитаж, Санкт Петербург.

Мухаммад Юсуф (также Мир Юсуф; работал в 1636-56 гг. в Исфахане) — персидский художник.

## Биография
Мухаммад Юсуф был одним из последователей позднего творчества Ризы-йи-Аббаси, он принадлежит к самым известным персидским мастерам середины XVII века. Датированные работы художника охватывают период 1630-х — 1650-х годов. Мухаммад Юсуф работал в разных жанрах, создавая как книжные миниатюры, так и рисунки на отдельных листах, которые в XVII веке в Персии пользовались большой популярностью. Творчество художника пришлось на период правления двух шахов — Сефи I (1629-42гг.) и Аббаса II (1642-66гг). Самой ранней известной сегодня работой Мухаммада Юсуфа являются 8 иллюстраций к «Дивану» (сборнику поэзии) поэта Баки (1636 г., Британская библиотека). А наиболее ранним рисунком считают «Юношу, держащего трость» из бостонского Музея изящных искусств. Рисунок простоват, в нём видно почти ученическое следование манере Ризы-йи-Аббаси.

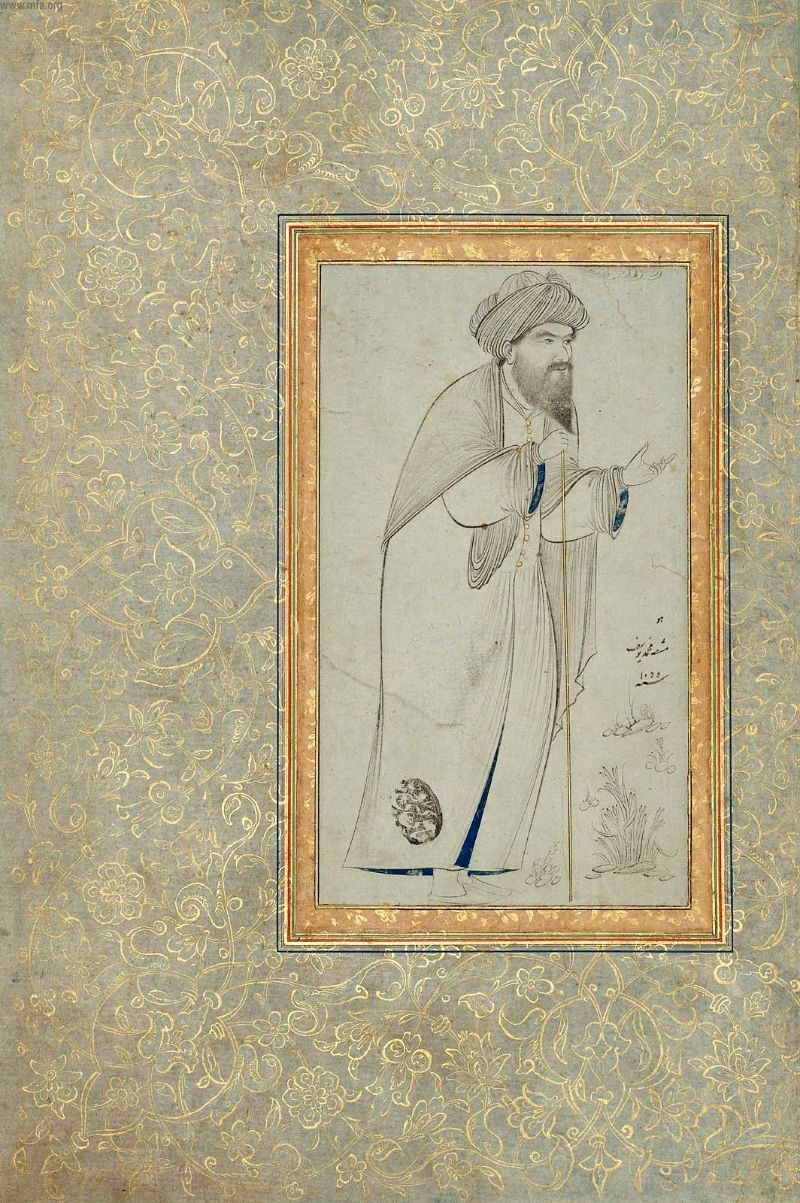
Мухаммад Юсуф. Мужчина, опирающийся на посох. 1645. Бостон, МИИ.

Наиболее крупным книжным проектом, в котором художник принял участие, является манускрипт «Шахнаме» Фирдоуси, создававшийся в 1640-х годах для библиотеки мавзолея имама Резы в Мешхеде (закончен в 1648 году). Мухаммад Юсуф, вероятно, находился в приятельских отношениях с Мухаммадом Касимом, их имена среди иллюстраторов манускриптов часто стоят рядом.
Начиная с 1640-х годов стиль его рисунков становится более отточенным, а линия каллиграфичной. Появляется раскованность, характерная для лучших работ художника. Иллюстрации к «Дивану» Хафиза (1640г, Стамбул, Топкапы Сарай), созданные совместно с Мухаммадом Касимом, демонстрируют эти новые качества.

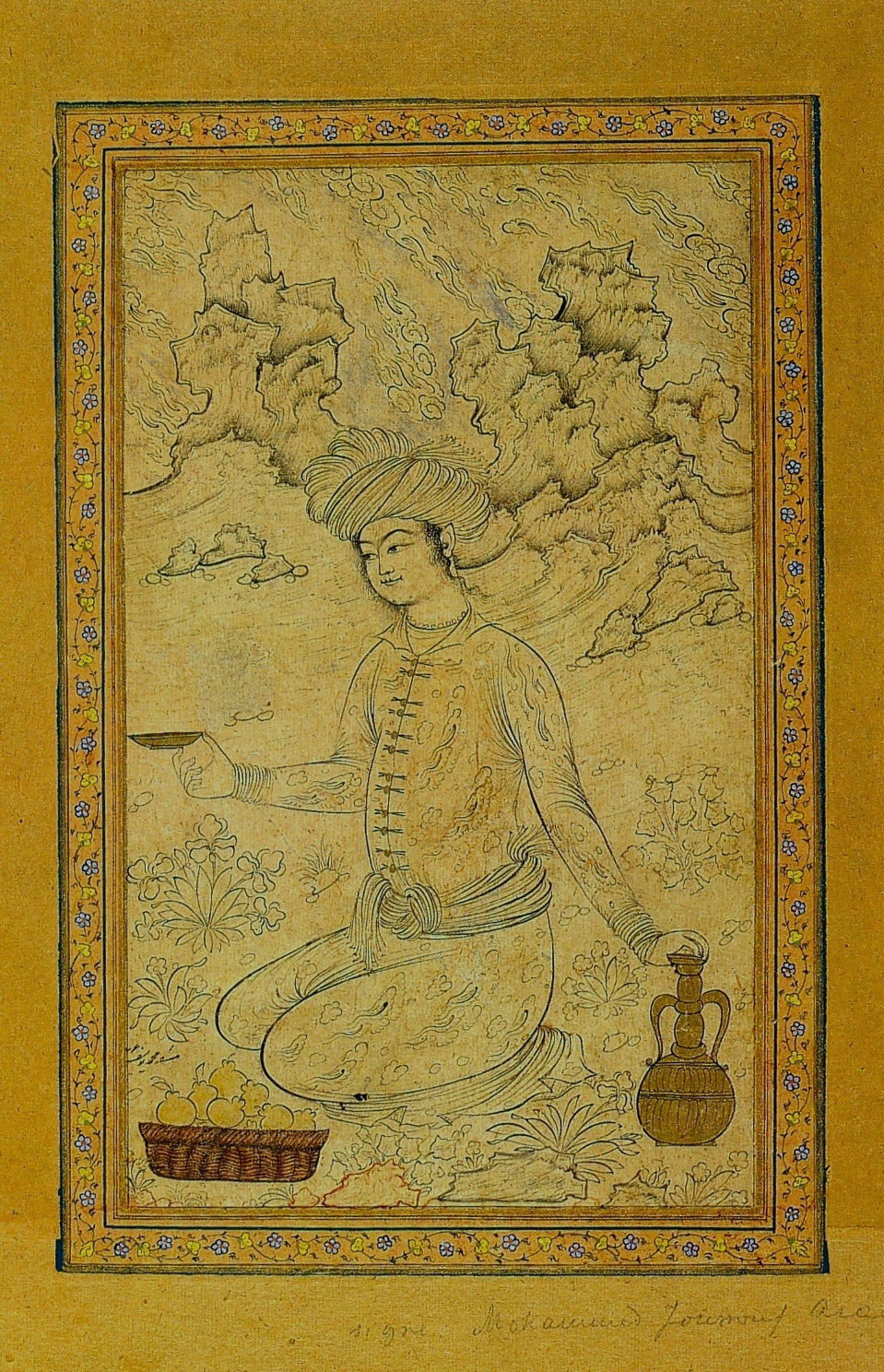
Мухаммад Юсуф. Юноша с чашей. 1656 г. Эрмитаж, Санкт Петербург.

Главная и самая многочисленная часть произведений Мухаммада Юсуфа из дошедших до наших дней — это рисунки на отдельных листах с подкраской или без оной. Вероятно, художник брался за любые популярные темы (в библиотеке тегеранского дворца Гулистан есть даже его произведение в жанре «цветы-птицы»), но среди созданных им рисунков преобладают изображений молодых людей, часто в изысканной, шитой золотом одежде и экстравагантных шляпах. Мухаммад Юсуф обрел славу мастера подобных изображений. В качестве примера можно привести рисунок «Молодой щёголь» (1640-45, Британский музей, Лондон), или «Юноша в наброшенном на плечо полукафтане» (1640-е годы, Эрмитаж, Санкт Петербург). Датированных его работ очень немного, и среди них есть замечательный, исполненный легкой рукой рисунок «Юноша с чашей» (1656г, Эрмитаж, Санкт Петербург). У юноши типичное для рисунков Мухаммада Юсуфа кукольное личико, однако, в обрисовке фигуры видно каллиграфическое мастерство. Главной целью художника, как правило, была не передача индивидуальных черт, а искусное размещение фигуры в природном окружении. Пожилых людей, мулл, дервишей, художник изображал значительно реже.